# Arctosa truncata
Arctosa truncata är en spindelart som beskrevs av I-Min Tso och Chen 2004. Arctosa truncata ingår i släktet Arctosa och familjen vargspindlar.
Artens utbredningsområde är Taiwan. Inga underarter finns listade i Catalogue of Life.